# Space Ranger
Space Ranger es un héroe de ciencia ficción publicado por la editorial DC Comics en diferentes títulos antológicos entre 1950 y 1960. Apareció por primera vez en Showcase Vol.1 #15 (julio de 1958) siendo creado por el célebre escritor de ciencia ficción, y padre del género literario del Space opera Edmond Hamilton y el editor y escritor de DC Comics Gardner Fox y dibujado por el artista Bob Brown. El personaje tiene un precedente, ya que posee similitudes notables con un personaje llamado David "Lucky" Starr, el personaje que fue creado por el novelista de ciencia ficción ruso Isaac Asimov, en su novela de 1952, David Starr, Space Ranger. Tras aparecer en Showcase Vol.1 #15 y 16, Space Ranger se le dio un protagonismo propio, para el título de la revista de DC, Tales of the Unexpected, comenzando sus apariciones desde la edición #40 hasta la edición #82 entre (1959 a 1964). Posteriormente, se trasladó a la revista Mystery in Space en los números #92-99, #101, #103 (entre 1964 y 65).

## Historia sobre la publicación
En 1957, el director de DC Comics, el editor Irwin Donenfeld, llevó a cabo una reunión con los editores Jack Schiff y Julius Schwartz en su oficina, preguntándole a cada uno la idea para crear a un nuevo héroe de ciencia ficción: uno visto desde el presente (en ese entonces del siglo XX), y uno del futuro (desarrollado más allá del siglo XXI).Como última opción, Schiff eligió crear uno creado desde el futuro.
Después de una prueba exitosa en Showcase Vol. 1 #15 y 16, Space Ranger obtuvo una aparición como personaje principal en la revista Tales of the Unexpected, comenzando con la edición # 40 (agosto de 1959).

## Biografía ficticia del personaje
Su historia, sería situada en el siglo XXII, Space Ranger era un joven llamado Rick Starr, un ejecutivo aparentemente torpe y perezoso, que vivía frente a su rudo y masca-tabaco padre, Thaddeus Starr , quien era el presidente de la compañía Allied Solar Enterprises. En la compañía, asumió el rol de mediador de problemas interplanetarios superheroicos, para poder combatir a la amenaza de piratas espaciales, de malvados invasores extraterrestres, científicos locos y otras amenazas futuristas, tanto cósmicas y penales, ocultando su verdadera identidad bajo un casco azul transparente y cuya base de operaciones estaba oculto en un asteroide, Además, poséia una súper elegante y veloz nave espacial escarlata el Solar King.
Aunque no poseía poderes como los héroes clásicos del siglo XX del Universo DC, con su gran intelecto altamente desarrollado e ingenio, un corte de pelo estilo militar, un traje espacial de color amarillo y rojo revestido de honores como el "Guardián del Sistema Solar", ( y que más adelante se ganaría el de "Guardián del Universo"), se armó con una amplia variedad de aparatos super-científicos, como el práctico uso de una pistola lanzadora de múltiples rayos, que llevaba en el cinturón de armas.
Space Ranger era ayudado por dos únicas personas que conocían su secreto, su leal y altamente eficiente hermosa rubia novia y secretaria Myra Mason y su valiente, rosado e inteligente compañero alienígena cambiaformas Cryll, de ojos grandes, con el tronco y hocico cambiaformas único, con la capacidad para transformarse en un ser superpoderoso, con diversas transformaciones en diversas formas de vida extraterrestres que había encontrado congeladas en animación suspendida más allá de la órbita de Plutón.
Space Ranger y Cryll han visitado el siglo XX, y en ocasiones, había trabajado con héroes como el Linterna Verde Hal Jordan y con la Liga de la Justicia de América, y en su propio tiempo, han tenido aventuras con un descendiente del siglo XXII con un descendiente del héroe Adam Strange.

### Apariciones en el cómic de Starman
Space Ranger hizo una aparición en Starman Vol.2 #55 (julio de 1999), en el que el Space Ranger y Ultra, el Multi-Alien viajan por el espacio a bordo del Space Cabbie para encontrar personal cósmico para ayudar a Starman IV en el Museo del Espacio. Cada uno se releva al otro al personificar diferentes interpretaciones de Jack Knight y Mikaal Thomas, donde retratan un rescate de la princesa tamareana Starfire de un pirata espacial.
Space Ranger también apareció haciendo un cameo en la historia Hardcore Station en Mystery in Space Vol.2 #6 (abril de 2007).

### MaxiserieTrinidad
Space Ranger ha hecho apariciones regulares en la maxiserie limitada de 52 números semanales Trinidad, publicada por DC entre el 2008 y el 2009. En una realidad alternativa creada por la ausencia de Superman, Batman y la Mujer Maravilla, Space Ranger es miembro de la Liga de la Justicia, en esta realidad, este equipo era un grupo de vigilantes cazados por superhumanos registrados de la Tierra. Cuando la Liga se hace pública durante una crisis, Space Ranger revela a sí mismo como J'onn J'onzz, el Detective Marciano encubierto.

## Otras versiones
- Una versión de Space Ranger apareció en la miniserie de 1990 Twilight.

- Un arco de las historietas de DC Comics, denominado "Without you I'm nothing" una corta historia escrita por Evan Dorkin y dibujada por Steven Weissman, Cryll es uno de un gran número de excompañeros de Space Ranger que vivían en Skid Row y aparece comiendo en unos comedores de una beneficencia. Entre otros personajes de las aventuras de Space Ranger, Incluyen a Cryll, Zook, Bathound, Proty, Doiby Dickles y muchos otros, que se encontraban de manera independiente de su ubicación real respecto a sus actividades, en diferente período de tiempo, o si habían fallecido, Retconeados, etc. Cryll los organizaría como un equipo de superhéroes (Los Sidekickers?), Pero que abordarían a su primer enemigo, Evil Star' y sus Starlings en su primera misión, y son derrotados rotundamente. Cryll pierde una oreja y nadie parece haber usado sus poderes.

Posteriormente, se reorganizan como una organización del tipo A.A., para ayudar a sus excompañeros. Durante una reunión de este tipo, Space Ranger entra y llama a Cryll para reunirse con él. Cryll, sin embargo, siente que fue abandonado y decepcionado, por lo que persigue a Space Ranger. Space Ranger empieza a soltar lágrimas. Durante la noche, Cryll tiene dudas acerca de lo que había hecho, y se va antes del amanecer para reunirse con Space Ranger, para consternación de los demás. Las singularidades de esta y varias otras historias fuera de lo común es que serían "explicadas" gracias a los escritos de Bizarro.

## En otros medios

### Televisión
- Space Ranger aparece en Batman: The Brave and the Bold en el episodio "El sitio de Starro" Parte 1".
- En Legends of Tomorrow, Martin Stein recuerda una lectura sobre un hombre llamado "Rick Starr, el Space Ranger".